# Leiurus jordanensis
Espèce
Leiurus jordanensis est une espèce de scorpions de la famille des Buthidae.

## Distribution
Cette espèce se rencontre dans le Sud de la Jordanie et  dans le Nord de l'Arabie saoudite.

## Description
La femelle holotype mesure 74,0 mm.
Leiurus jordanensis mesure de 74 à 115 mm.

## Systématique et taxinomie
Cette espèce a été décrite par Lourenço, Modrý et Amr en 2002.

## Étymologie
Son nom d'espèce, composé de jordan et du suffixe latin -ensis, « qui vit dans, qui habite », lui a été donné en référence au lieu de sa découverte, la Jordanie.

## Publication originale
- Lourenço, Modrý & Amr, 2002 : « Description of a new species of Leiurus Ehrenberg, 1828 (Scorpiones, Buthidae) from the South of Jordan. » Revue Suisse de Zoologie, vol. 109, no 3, p. 635-642 (texte intégral).